# HMS Campbeltown (I42)
«Кемпбелтаун» (I42) (англ. HMS Campbeltown (I42) — військовий корабель, ескадрений міноносець типу «Таун» Королівського військово-морського флоту Великої Британії.
«Б'юкенен» був закладений 29 червня 1918 року на верфі Bath Iron Works, Бат штату Мен (США) і спущений на воду 2 січня 1919 року.

## Історія

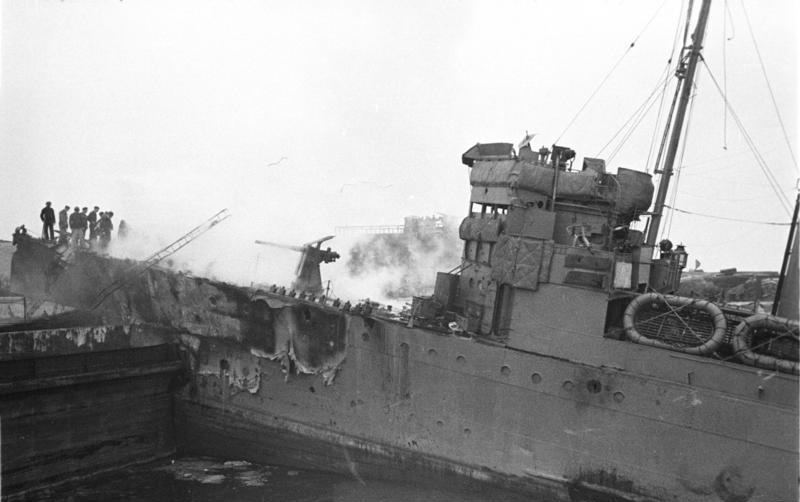
Найславетніша світлина есмінця HMS «Кемпбелтаун», який врізався в портові споруди Сен-Назера під час рейду. За кілька хвилин до вибуху. 1943.